# Francesco Albergotti (militare)
Francesco Albergotti (Firenze, 1654 – Parigi, 1717) è stato un militare e scrittore italiano al servizio di Luigi XIV.
Nel 1694 venne promosso maresciallo di campo; successivamente, combatté la guerra di successione spagnola come luogotenente generale.

## Opere

### Manoscritti
- Repetitio ad D. 6.1.38, XIV secolo, Bologna, Biblioteca del Collegio di Spagna, Fondo manoscritti, ms. 82,  ff. 294r-295r.
- Tractatus de cicatricibus, XV secolo, Città del Vaticano, Biblioteca Apostolica Vaticana, Fondo Vaticano latino, Vat. lat. 8069,  ff. 161v-162.
  -  Tractatus de cicatricibus, XV secolo, Città del Vaticano, Biblioteca Apostolica Vaticana, Fondo Vaticano latino, Vat. lat. 9428,  f. 351v.
- Consilia, XV secolo, Dillingen, Studienbibliothek Dillingen/Donau, Handschriften, XV.61,  ff. 262r ss.
  -  Consilia, XV secolo, Lucca, Biblioteca Capitolare Feliniana, Fondo manoscritti, ms. 419.